# Yoshikane Mizuno
| Odkryte planetoidy: 52 (wspólnie z Toshimasą Furutą) | Odkryte planetoidy: 52 (wspólnie z Toshimasą Furutą) |
| ---------------------------------------------------- | ---------------------------------------------------- |
| (4265) Kani                                          | 8 października 1989                                  |
| (4351) Nobuhisa                                      | 28 października 1989                                 |
| (4353) Onizaki                                       | 25 listopada 1989                                    |
| (4614) Masamura                                      | 21 sierpnia 1990                                     |
| (4717) Kaneko                                        | 20 listopada 1989                                    |
| (4799) Hirasawa                                      | 8 października 1989                                  |
| (4903) Ichikawa                                      | 20 października 1989                                 |
| (4904) Makio                                         | 21 listopada 1989                                    |
| (4951) Iwamoto                                       | 21 stycznia 1990                                     |
| (5236) Yoko                                          | 10 października 1990                                 |
| (5287) Heishu                                        | 20 listopada 1989                                    |
| (5288) Nankichi                                      | 3 grudnia 1989                                       |
| (5295) Masayo                                        | 5 lutego 1991                                        |
| (5775) Inuyama                                       | 29 września 1989                                     |
| (5777) Hanaki                                        | 3 grudnia 1989                                       |
| (5908) Aichi                                         | 20 października 1989                                 |
| (5909) Nagoya                                        | 23 października 1989                                 |
| (6392) Takashimizuno                                 | 29 kwietnia 1990                                     |
| (6554) Takatsuguyoshida                              | 28 października 1989                                 |
| (6661) Ikemura                                       | 17 stycznia 1993                                     |
| (6902) Hideoasada                                    | 26 października 1989                                 |
| (7238) Kobori                                        | 27 lipca 1989                                        |
| (7240) Hasebe                                        | 19 grudnia 1989                                      |
| (7408) Yoshihide                                     | 23 września 1989                                     |
| (7648) Tomboles                                      | 8 października 1989                                  |
| (8188) Okegaya                                       | 18 grudnia 1992                                      |
| (8272) Iitatemura                                    | 24 września 1989                                     |
| (8278) 1991 JJ                                       | 4 maja 1991                                          |
| (8487) 1989 SQ                                       | 29 września 1989                                     |
| (8490) 1989 TU10                                     | 4 października 1989                                  |
| (8851) 1990 XB                                       | 8 grudnia 1990                                       |
| (8864) 1991 VU                                       | 4 listopada 1991                                     |
| (8873) 1992 UM2                                      | 21 października 1992                                 |
| (9039) 1990 WB4                                      | 16 listopada 1990                                    |
| (11281) 1989 UM1                                     | 28 października 1989                                 |
| (11501) 1989 UU3                                     | 29 października 1989                                 |
| (11503) 1990 BF                                      | 21 stycznia 1990                                     |
| (11865) 1989 SC                                      | 23 września 1989                                     |
| (11924) 1992 WS3                                     | 17 listopada 1992                                    |
| (12745) 1992 UL2                                     | 21 października 1992                                 |
| (13034) 1989 UN                                      | 23 października 1989                                 |
| (14851) 1989 SD                                      | 23 września 1989                                     |
| (14852) 1989 SE                                      | 23 września 1989                                     |
| (15715) 1989 UN1                                     | 28 października 1989                                 |
| (16456) 1989 UO                                      | 23 października 1989                                 |
| (17441) 1989 UE                                      | 20 października 1989                                 |
| (19144) 1989 UP1                                     | 28 października 1989                                 |
| (19977) 1989 TQ                                      | 7 października 1989                                  |
| (20020) 1991 VT                                      | 4 listopada 1991                                     |
| (20036) 1992 UW1                                     | 21 października 1992                                 |
| (22297) 1989 WA1                                     | 21 listopada 1989                                    |
| (29164) 1989 UA                                      | 20 października 1989                                 |

Yoshikane Mizuno (jap. 水野義兼 Mizuno Yoshikane; ur. 1954) – japoński astronom amator.
Wspólnie z Toshimasą Furutą odkrył 52 planetoidy.
Planetoida (4541) Mizuno nosi jego imię.